# Wade Redden
Wade Redden (ur. 12 czerwca 1977 w Lloydminster) – kanadyjski hokeista grający na pozycji obrońcy, reprezentant kraju, olimpijczyk, trener, działacz hokejowy.

## Wczesne życie
Wade Redden urodził się w Lloydminster w prowincji Saskatchewan jako syn Pat. Jest Metysem oraz najmłodszym z rodzeństwa: ma starszą siostrę Nikki oraz starszego brata Barta. Dorastał w Hillmond w prowincji Saskatchewan, gdzie chodził do Hillmond High School do 9. klasy. Następnie chodził do szkoły w Lloydminster (do 10. klasy), potem w Crocus Plains Regional High School w Brandon w prowincji Manitoba (klasy 11–12).

## Kariera

### Wczesna kariera
Wade Redden rozpoczął grę w hokeja na lodzie w szkolnych drużynach w Hillmond High School oraz w Mid West Red Wings na obszarach wiejskich. Następnie w sezonie 1992/1993 reprezentował barwy klubu ligi AJHL Lloydminster Blazers, następnie w latach 1993–1996 reprezentował barwy klubu ligi WHL Brandon Wheat Kings.
W sezonie 1993/1994 zdobył Jim Piggott Memorial Trophy – nagrodę dla najlepszego debiutanta ligi WHL. Następnie dwukrotnie awansował z klubem do Memorial Cup (1995, 1996 – drużyna gwiazd turnieju), w którym za każdym razem dotarł do półfinału. W sezonie 1994/1995 został wybrany do drugiej drużyny gwiazd WHL East, natomiast w sezonie 1995/1996 do pierwszej drużyny gwiazd WHL East.
8 lipca 1995 roku został wybrany przez działaczy klubu ligi NHL, New York Islanders do draftu NHL z numerem 2, jednak nie został zawodnikiem drużyny Wyspiarzy, gdyż został sprzedany w ramach umowy z trzema klubami: Ottawa Senators i Toronto Maple Leafs. Te kluby 23 stycznia 1996 roku wymieniły się ze sobą zawodnikami: Kirkiem Mullerem, Kenem Belangerem, Damianem Rhodesem, Donem Beaupre oraz Martinem Straka. Wymiana stała się konieczna, gdyż Ottawa Senators chciała podpisać kontrakt z Bryanem Berardem, który został przez nich wybrany w drafcie NHL z numerem 1.

### Ottawa Senators
Po sezonie 1995/1996 został zawodnikiem Ottawa Senators, w barwach którego zadebiutował w lidze NHL: 5 października 1996 roku w zremisowanym 3:3 meczu wyjazdowym z Montreal Canadiens, w którym w 33. minucie z asysty Daniela Alfredssona i Shawna McEacherna zdobył gola na 2:2 (pierwszy gol w lidze NHL). Miał znaczący udział w pierwszym w historii awansie drużyny Senatorów do fazy play-off (w kwietniu 1997 roku został wybrany Debiutantem Miesiąca NHL). W sezonie 1998/1999 zdobył z klubem mistrzostwo Dywizji Atlantyckiej.
2 października 1999 roku został mianowany zastępcą kapitana drużyny Senatorów, Daniela Alfredssona, którym był do końca pobytu w klubie, do 2008 roku. Pod koniec fazy zasadniczej sezonu 1999/2000 doznał kontuzji kostki, w wyniku której nie wystąpił w fazie play-off, w której drużyna Senatorów zakończyła udział już w pierwszej rundzie po przegranej rywalizacji 4:2 z Toronto Maple Leafs. W sezonie 2000/2001, w którym zdobył z klubem mistrzostwo Dywizji Atlantyckiej, przebywał na tafli średnio 25 minut na mecz, zdobył 47 punktów (10 goli, 37 asyst): trzy punkty w jednym meczu oraz dwa punkty w kilku meczach. Ponownie awansował z klubem do fazy play-off, w którym Ottawa Senators ponownie odpadła w pierwszej rundzie po przegranej rywalizacji 4:0 z Toronto Maple Leafs.
W sezonie 2001/2002 został wystąpił w Meczu Gwiazd NHL 2002. W sezonie 2002/2003 zdobył z klubem mistrzostwo Dywizji Atlantyckiej oraz Presidents’ Trophy – trofeum dla najlepszej drużyny fazy zasadniczej oraz mistrzostwo Dywizji Atlantyckiej. W sezonie 2003/2004 ustanowił swój rekord życiowy, zdobywając 17 goli, dzięki czemu został wybrany do Meczu Gwiazd NHL 2004, jednak nie wystąpił w nim z powodu grypy.

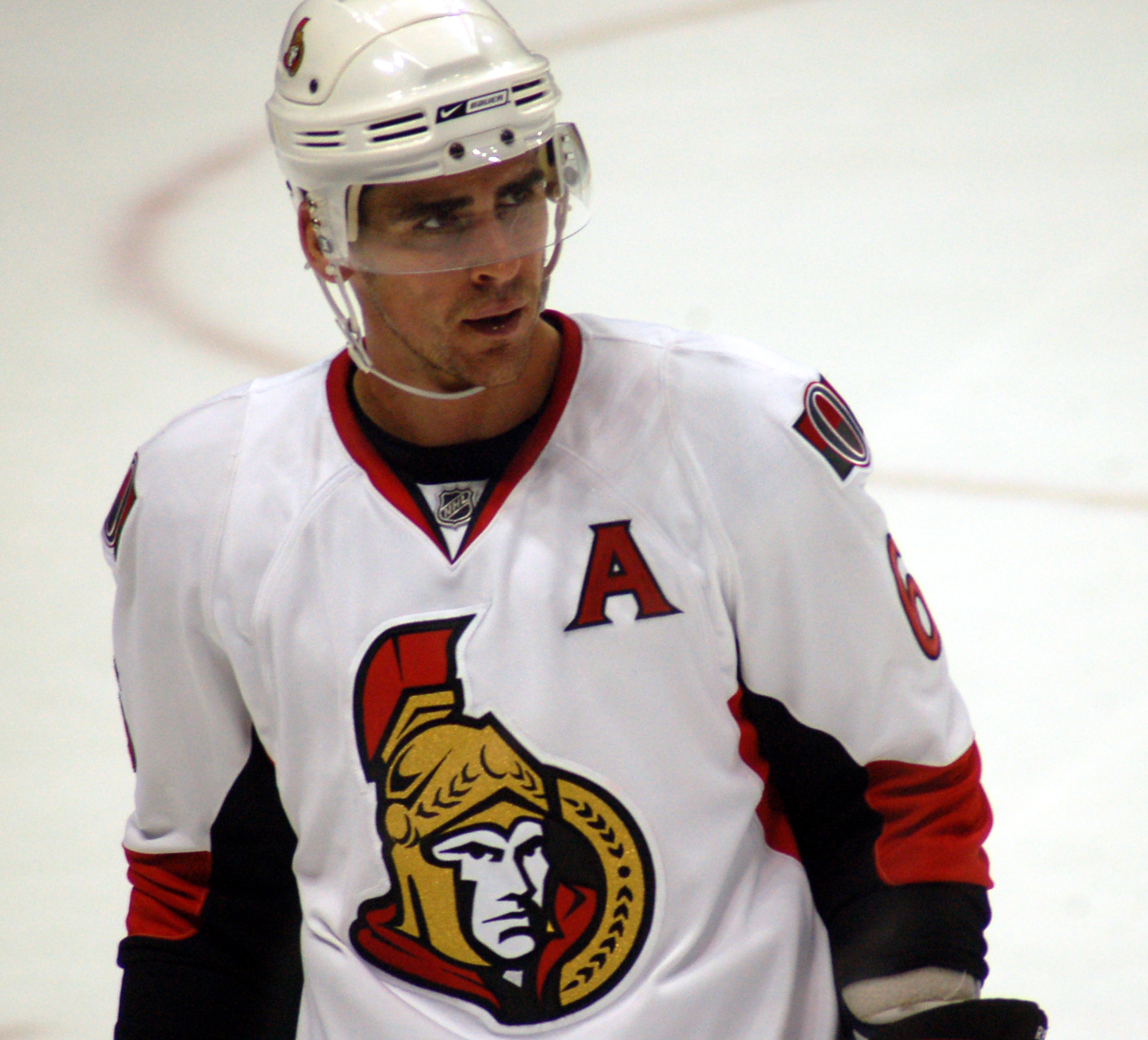
Wade Redden w barwach Ottawa Senators, 2007 rok.

W sezonie 2005/2006, w którym zdobył z klubem mistrzostwo Dywizji Atlantyckiej, opuścił wiele meczów z powodu kontuzji kolana i przebywania z matką, która walczyła z rakiem. Zakończył sezon 2005/2006 z rekordowymi w karierze 50 punktami (10 goli, 40 asyst) i łączną oceną plus-minus +35 w 65 meczach, co dało mu nagrodę NHL Plus/Minus Award wspólnie z Michalem Rozsívalem. Miał także 12 meczów wielopunktowych, w tym 26 grudnia 2005 roku w wygranym 6:2 meczu wyjazdowym z New York Rangers, w którym zdobył 4 punkty.
Po sezonie 2005/2006 wraz z kolegą z linii, Zdenem Chárą został wolnym agentem, jednak władze Ottawa Senators mogła podpisać kontrakt z tylko jednym zawodnikiem, by utrzymać budżet klubu w ramach limitu wynagrodzeń narzuconego przez władze ligi NHL. Ostateczny wybór padł na Reddena, z którym podpisali dwuletni kontrakt o wartości 13 000 000 dolarów amerykańskich z klauzulą zakazu handlu, natomiast Zdeno Chára podpisał konrakt z Boston Bruins.
Pensja Reddena uczyniła go najlepiej opłacanym zawodnikiem w drużynie Senatorów, natomiast media i fani spodziewali się kolejnego sezonu na najwyższym poziomie. Redden, który był z pochodzenia Metysem, był najlepiej opłacanym tubylczym zawodnikiem w lidze NHL. Sezon 2006/2007 był jednak trudny dla Reddena, grając z nowym partnerem w obronie, Andrejem Meszárošem. Pomimo trudności we współpracy na początku, obaj zawodnicy znacząco przyczynili się do zdobycia przez klub Prince of Wales Trophy – trofeum dla najlepszej drużyny Konferencji Wschodniej po wygranej rywalizacji 4:1 z Buffalo Sabres, dzięki czemu awansował do finału Pucharu Stanleya, w którym przegrał rywalizację 4:1 z Anaheim Ducks, a Redden w 20 meczach fazy play-off zdobył 10 punktów (3 gole, 7 asyst).
Sezon 2007/2008 był dla Reddena pełne wydarzeń. Nowy dyrektor generalny Ottawa Senators, Bryan Murray podczas draftu NHL 2007 chciał go przenieść do Edmonton Oilers, jednak Redden odrzucił tę propozycję. Plotki transferowe krążyły przez większość sezonu, chociaż w dalszym ciągu był podstawowym zawodnikiem drużyny Senatorów. 10 stycznia 2008 roku w wygranym 3:2 po rzutach karnych mecz domowy z Buffalo Sabres był dla Reddena 800. meczem w lidze NHL.
Gdy drużyna Senatorów zaczęła się załamywać, Bryan Murray rozpoczął poszukiwanie rozwiązań w celu zmiany charakteru drużyny. W lutym 2008 roku poinformowano o użyciu przez Reddena klauzuli zakazu handlu w swoim kontrakcie, aby złamać umowę, która wysłałaby go do San Jose Sharks w zamian za Matta Carle. Po upublicznieniu warunków umowy Redden zadeklarował chęć zdobycia z klubem Pucharu Stanleya. Jednak wyniki klubu uległy pogorszeniu, w wyniku czego trener John Paddock został zwolniony, a jego tymczasowym następcą został Bryan Murray. Sezon 2007/2008 był ostatnim sezonem na kontrakcie Reddena, w związku z czym spekulacje dotyczące podpisania nowego kontraktu były ciągle omawiane w mediach, jednak media ostatecznie 13 maja 2008 roku poinformowały o odejściu Reddena z Ottawa Senators.

### New York Rangers
1 lipca 2008 roku podpisał 6-letni kontrakt z New York Rangers o wartości 39 000 000 dolarów amerykańskich. Jednak indywidualne wyniki Reddena już nie były takie dobre, a jeden z dziennikarzy dziennika New York Post kontrakt Reddena określił „najgorszym w historii ligi NHL, jeśli nie w historii twardych sportów zawodowych”.
25 września 2010 roku władze klubu umieściły Reddena na liście zwolnień z powodu jego coraz słabszej formy, co pozwoliło klubowi zmieścić się poniżej pułapu wynagrodzeń.
Redden w 2013 roku wypowiedział się na temat swojej kariery w klubie następująco:

Myślę, że może zarabianie tam tych pieniędzy i bycie graczem, jakim jestem… Czułem się jak przez pierwszą chwilę, wszystko szło całkiem nieźle, a potem trochę odpadło. Czułem, że nie robię wystarczająco dużo i że powinienem był robić więcej. Kiedy zacząłem się tak czuć, myślę, że po prostu uciekłem od rzeczy, które zapewniły mi sukces. Od tego momentu sprawy potoczyły się jak kula śnieżna.

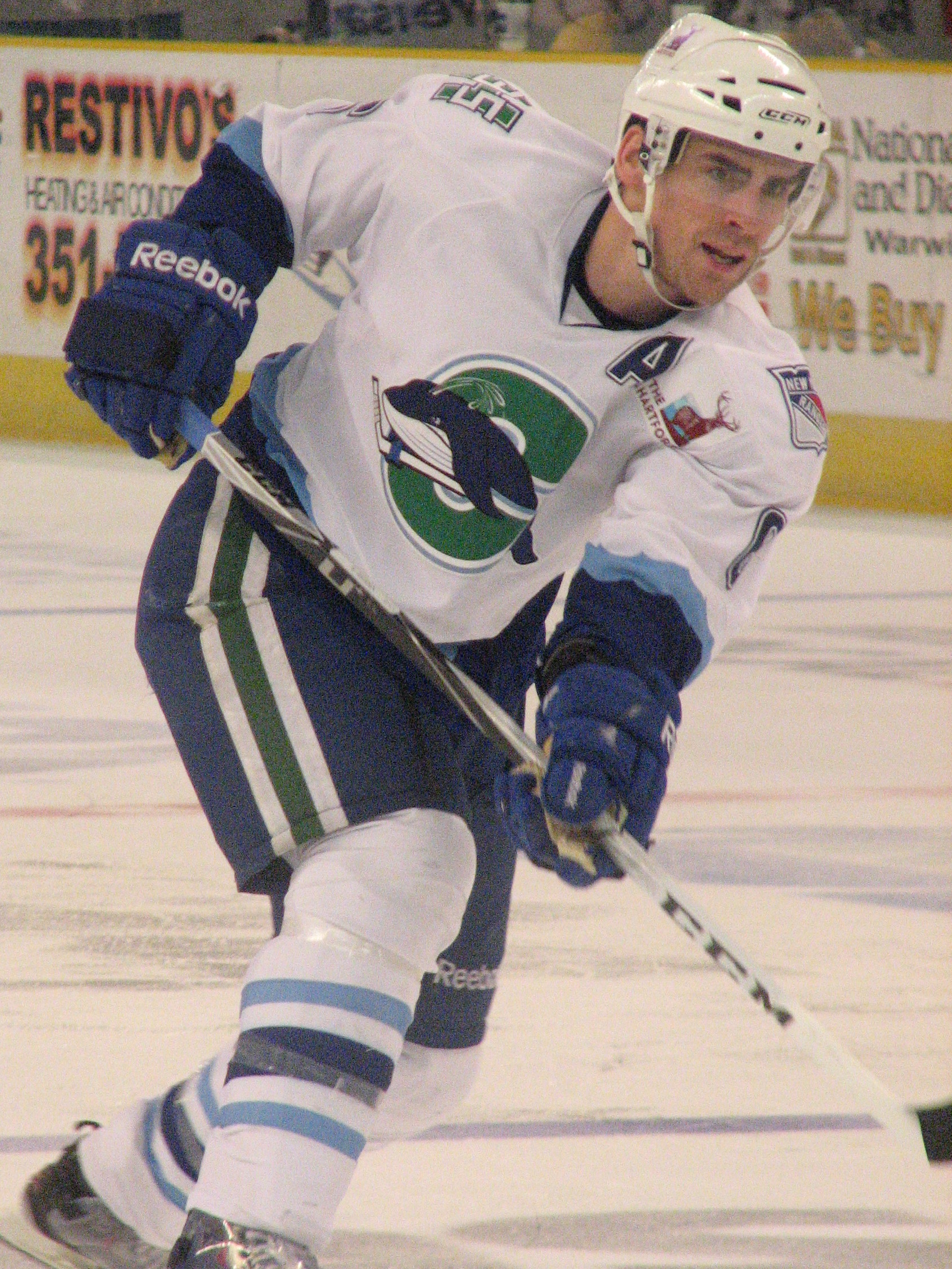
Wade Redden w barwach Connecticut Whale, 2011 rok.

Wkrótce Redden przeszedł do klubu farmerskiego New York Rangers, występującego w lidze AHL, Hartford Wolf Pack, stając się tym samym najlepiej opłacanym zawodnikiem w historii ligi AHL, mimo, po opuszczeniu New York Rangers rozważał zakończenie kariery, jednak ostatecznie zdecydował się na grę w Hartford Wolf Pack. O niefortunnym podpisaniu umowy przez Reddena z New York Rangers, jedna z gazet skomentowała później, że „bez własnej winy [Redden] stał się chłopcem z plakatu za głupotę wolnego agenta”. W sezonie 2011/2012 klub zmienił nazwę na Connecticut Whale, natomiast Redden został nowym kapitanem drużyny Wielorybów.

### Lokaut w NHL
Podczas lokautu w NHL w sezonie 2012/2013 władze New York Rangers zdecydowały się nie przenosić Reddena do ligi AHL, nie musząc tym samym płacić jego pensji podczas sporu pracowniczego.
Jednak po rozwiązaniu lokautu w NHL, nowo ratyfikowany układ zbiorowy pracy NHL Collective Bargaining Agreement miał bezpośredni wpływ na Redden na dwa sposoby:
1. Zmusił drużyny do wliczenia pensji dowolnego zawodnika ligi AHL powyżej 900 000 Dolar amerykański do limitu ligi NHL.
2. Umożliwił wykupienie do dwóch kontraktów na zespół za maksymalnie dwie trzecie pozostałej pensji, bez wliczania wykupu do limitu poza sezonem 2012/2013 i / lub sezonem 2013/2014, aby pomóc zespołom dostać się pod obniżony limit, znany również jako wykup zgodności.

Jednak wykup zawodnika jest niemożliwy w przypadku jego kontuzji, więc w celu uniknięcia ryzyka kontuzji, władze New York Rangers pierwotnie poinformowały Reddena, by ten nie zgłaszał się do obozu przygotowawczego.
Chociaż oznaczało to, że Redden wraz ze Scottem Gomezem z Montreal Canadiens, który był w podobnej sytuacji, nadal otrzymywałby swoją proporcjonalną pensję za sezon 2012/2013, mimo braku gry, NHL Players 'Association (NHLPA) obawiało się, że dla Reddena i Scottem Gomeza przymusowy odpoczynek od gry negatywnie wpłynąłby na ich zdolność do znalezienia innego klubu w lidze NHL, nawet za znacznie obniżoną pensję. 15 stycznia 2013 roku przepisy NHL Collective Bargaining Agreement zostały zmienione, dzięki czemu 16 stycznia 2013 roku New York Rangers rozwiązało umowę z Reddenem za porozumieniem stron, dzięki czemu po raz pierwszy do 2008 został wolnym agentem.

### Ostatnie lata kariery
18 stycznia 2013 roku w przeddzień rozpoczęcia skróconego sezonu 2012/2013 Redden podpisał roczny kontrakt z St. Louis Blues o wartości 800 000 dolarów amerykańskich. W celu zrobienia miejsca dla Reddena, władze klubu przeniosły Iana Cole'a do występującego w lidze AHL Peoria Rivermen. W nowym klubie Redden zadebiutował 24 stycznia 2013 roku w wygranym 3:0 meczu wyjazdowym z Nashville Predators (pierwszy mecz Reddena w lidze NHL od 11 kwietnia 2010 roku). 26 stycznia 2013 roku w 5. minucie wygranego 4:3 meczu domowego z Dallas Stars zdobył gola na 1:0, który był tym samym pierwszym golem Reddena dla drużyny Niebieskich, natomiast 7 lutego 2013 roku w wygranym 5:1 meczu wyjazdowym z Detroit Red Wings rozegrał swój 1 000 mecz w lidze NHL.
3 kwietnia 2013 roku został zawodnikiem Boston Bruins, gdzie jego partnerem w obronie był dawny kolega z Ottawa Senators, Zdeno Chára, tym bardziej władze klubu miały nadzieję na ponowne odkrycie chemii między tymi zawodnikami, a także na powrót Reddena do dawnej formy. W 6 meczach fazy zasadniczej zdobył 2 punkty (1 gol, 1 asysta), natomiast w fazie play-off, w której drużyna Niedźwiedzi zdobyła Prince of Wales Trophy, dzięki czemu awansowała do finału Pucharu Stanleya, w którym przegrała rywalizację 4:2 z Chicago Blackhawks, rozegrał 5 meczów, w których zdobył 2 punkty (1 gol, 1 asysta). Jedynego gola zdobył w pierwszym meczu tej fazy, 1 maja 2013 roku, w 16. minucie na 1:1 w wygranym 4:1 meczu wyjazdowym z Toronto Maple Leafs.
9 stycznia 2014 roku Redden oficjalnie ogłosił zakończenie kariery sportowej.

## Kariera reprezentacyjna
Wade Redden w reprezentacji Kanady U-20 w latach 1995–1996 rozegrał 13 meczów, w których zdobył 7 punktów (3 gole, 4 asysty) oraz dwukrotnie zdobył mistrzostwo świata juniorów (1995, 1996).
W seniorskiej reprezentacji Kanady w latach 1999–2006 rozegrał 34 mecze, w których zdobył 13 punktów (4 gole, 9 asyst) oraz spędził 35 minut na ławce kar. Wystąpił w trzech turniejach o mistrzostwo świata (1999, 2001, 2005 – wicemistrzostwo świata, najlepszy obrońca turnieju). Zdobył także Puchar Świata 2004 po wygranej 19 września 2004 roku w Air Canada Centre w Toronto w finale z reprezentacją Finlandii oraz wziął udział w turnieju olimpijskim 2006 w Turynie, w którym Team Canada dotarła do ćwierćfinału, w którym 22 lutego 2006 roku na Torino Esposizioni przegrała 2:0 z przyszłym brązowym medalistą tego turnieju, reprezentacją Rosji 2:0.

## Statystyki

### Klubowe
| 1992/1993      | Lloydminster Blazers | AJHL           | 34    | 4   | 11  | 15  | 64  | —   | —  | —  | —  | —  |
| 1993/1994      | Brandon Wheat Kings  | WHL            | 64    | 4   | 35  | 39  | 98  | 14  | 2  | 4  | 6  | 10 |
| 1994/1995      | Brandon Wheat Kings  | WHL            | 64    | 14  | 46  | 60  | 83  | 18  | 5  | 10 | 15 | 8  |
| 1995/1996      | Brandon Wheat Kings  | WHL            | 51    | 9   | 45  | 54  | 55  | 19  | 5  | 10 | 15 | 19 |
| 1996/1997      | Ottawa Senators      | NHL            | 82    | 6   | 24  | 30  | 41  | 7   | 1  | 3  | 4  | 2  |
| 1997/1998      | Ottawa Senators      | NHL            | 80    | 8   | 14  | 22  | 27  | 9   | 0  | 2  | 2  | 2  |
| 1998/1999      | Ottawa Senators      | NHL            | 72    | 8   | 21  | 29  | 54  | 4   | 1  | 2  | 3  | 2  |
| 1999/2000      | Ottawa Senators      | NHL            | 81    | 10  | 26  | 36  | 49  | —   | —  | —  | —  | —  |
| 2000/2001      | Ottawa Senators      | NHL            | 78    | 10  | 37  | 47  | 49  | 4   | 0  | 0  | 0  | 0  |
| 2001/2002      | Ottawa Senators      | NHL            | 79    | 9   | 25  | 34  | 48  | 12  | 3  | 2  | 5  | 6  |
| 2002/2003      | Ottawa Senators      | NHL            | 76    | 10  | 35  | 45  | 70  | 18  | 1  | 8  | 9  | 10 |
| 2003/2004      | Ottawa Senators      | NHL            | 81    | 17  | 26  | 43  | 65  | 7   | 1  | 0  | 1  | 2  |
| 2005/2006      | Ottawa Senators      | NHL            | 65    | 10  | 40  | 50  | 63  | 9   | 2  | 8  | 10 | 10 |
| 2006/2007      | Ottawa Senators      | NHL            | 64    | 7   | 29  | 36  | 50  | 20  | 3  | 7  | 10 | 10 |
| 2007/2008      | Ottawa Senators      | NHL            | 80    | 6   | 32  | 38  | 60  | 4   | 0  | 1  | 1  | 11 |
| 2008/2009      | New York Rangers     | NHL            | 81    | 3   | 23  | 26  | 51  | 7   | 0  | 2  | 2  | 0  |
| 2009/2010      | New York Rangers     | NHL            | 75    | 2   | 12  | 14  | 27  | —   | —  | —  | —  | —  |
| 2010/2011      | Hartford Wolf Pack   | AHL            | 70    | 8   | 34  | 42  | 46  | 6   | 0  | 6  | 6  | 0  |
| 2011/2012      | Connecticut Whale    | AHL            | 49    | 4   | 16  | 20  | 26  | 9   | 0  | 1  | 1  | 8  |
| 2012/2013      | St. Louis Blues      | NHL            | 23    | 2   | 3   | 5   | 11  | —   | —  | —  | —  | —  |
| 2012/2013      | Boston Bruins        | NHL            | 6     | 1   | 1   | 2   | 0   | 5   | 1  | 1  | 2  | 0  |
| Łącznie w AJHL | Łącznie w AJHL       | Łącznie w AJHL | 34    | 4   | 11  | 15  | 64  | —   | —  | —  | —  | —  |
| Łącznie w WHL  | Łącznie w WHL        | Łącznie w WHL  | 179   | 27  | 126 | 153 | 236 | 51  | 12 | 24 | 36 | 37 |
| Łącznie w NHL  | Łącznie w NHL        | Łącznie w NHL  | 1 023 | 109 | 348 | 457 | 665 | 106 | 13 | 36 | 49 | 55 |
| Łącznie w AHL  | Łącznie w AHL        | Łącznie w AHL  | 119   | 12  | 50  | 62  | 72  | 15  | 0  | 7  | 7  | 8  |

### Reprezentacyjne
| Rok               | Drużyna           | Turniej           | Miejsce           |    | M | G | A  | Pkt | Min |
| ----------------- | ----------------- | ----------------- | ----------------- | -- | - | - | -- | --- | --- |
| 1995              | Kanada U-20       | MŚJ               |                   | 7  | 3 | 2 | 5  | 0   |     |
| 1996              | Kanada U-20       | MŚJ               |                   | 6  | 0 | 2 | 2  | 0   |     |
| 1999              | Kanada            | MŚ                | 4                 | 10 | 1 | 2 | 3  | 6   |     |
| 2001              | Kanada            | MŚ                | 5                 | 7  | 0 | 0 | 3  | 25  |     |
| 2004              | Kanada            | PŚ                |                   | 2  | 0 | 1 | 1  | 0   |     |
| 2005              | Kanada            | MŚ                |                   | 9  | 2 | 3 | 5  | 2   |     |
| 2006              | Kanada            | IO                | 7                 | 6  | 1 | 0 | 1  | 0   |     |
| Razem jako junior | Razem jako junior | Razem jako junior | Razem jako junior | 13 | 3 | 4 | 7  | 0   |     |
| Razem jako senior | Razem jako senior | Razem jako senior | Razem jako senior | 34 | 4 | 9 | 13 | 35  |     |

## Sukcesy

### Zawodnicze
Ottawa Senators
- Finał Pucharu Stanleya: 2007
- Prince of Wales Trophy: 2007
- Presidents’ Trophy: 2003
- Mistrzostwo dywizji: 1999, 2001, 2003, 2006

New York Rangers
- Puchar Wiktorii: 2008

Boston Bruins
- Finał Pucharu Stanleya: 2013
- Prince of Wales Trophy: 2013

Reprezentacyjne
- Wicemistrzostwo świata: 2005
- Puchar Świata: 2004
- Mistrzostwo świata juniorów: 1995, 1996

### Indywidualne
- NHL Plus/Minus Award: 2006
- Mecz Gwiazd NHL: 2002
- Jim Piggott Memorial Trophy: 1994
- Pierwsza drużyna gwiazd WHL East: 1996
- Druga drużyna gwiazd WHL East: 1995
- Drużyna gwiazd Memorial Cup: 1996
- Najlepszy obrońca mistrzostw świata: 2005

## Po zakończeniu kariery
Wade Redden 30 września 2015 roku został uhonorowany przez władze klubu ligi WHL, Brandon Wheat Kings za osiągnięcia w tym klubie oraz uznany za jednego z 125 najlepszych zawodników w historii ligi WHL, następnie wziął udział w uroczystym pojedynku, wcześniej uroczyście upuszczając krążek.
27 czerwca 2016 roku został zastępcą dyrektora ds. rozwoju zawodników w Nashville Predators, w którym odpowiadał za ocenę perspektyw zawodników oraz ułatwienie im przejścia do ligi NHL dzięki mentoringowi.
11 lipca 2022 roku został trenerem ds. rozwoju w Ottawa Senators.

## Działalność charytatywna
Wade Redden w czasie gry w Ottawa Senators sponsorował apartament w Scotiabank Place (domowy obiekt drużyny Senatorów) pn. Wade's World i był on zarezerwowany dla nieuleczalnie chorych dzieci. Był również zaangażowany w działalność organizacji charytatywnej 65 Roses Club, zaangażowanej w zbieranie pieniędzy na badania nad mukowiscydozą.

## Życie prywatne
W 2005 roku poznał Danicę Topolnisky, z którą we wrześniu 2007 roku się zaręczył, natomiast w sierpniu 2008 roku wziął ślub. Mają trzy córki i mieszkają w Kelowna w prowincji Kolumbii Brytyjskiej.
Pojawił się także w programie pt. Road Hockey Rumble w swoim rodzinnym mieście Hillmond.